# 鈴木豊 (実業家)
鈴木 豊（すずき ゆたか、1949年12月6日 - ）は、日本の実業家。元キユーピー代表取締役社長。

## 人物・経歴
北海道出身。1973年立教大学経済学部卒業、キユーピー入社。1994年キユーピー関東支店長。1998年キユーピー家庭用調味料部長。2000年キユーピー大阪支店家庭用次長。2001年キユーピー取締役大阪支店長。2002年キユーピー取締役経営企画室担当。2003年キユーピー常務取締役。2004年キユーピー代表取締役社長、中島董商店取締役。2011年キユーピー相談役、食品産業文化振興会会長。2013年キユーピー顧問。2014年山城経営研究所代表取締役社長。2015年食品産業功労賞受賞。2016年アグリフューチャージャパン理事。2018年アグリフューチャージャパン代表理事理事長。2019年山城経営研究所相談役、しまむら取締役。2021年旭日中綬章受章。